# Friedhof in Brinkum
Der Friedhof in Brinkum befindet sich in Brinkum, einem Ortsteil der Gemeinde Stuhr im niedersächsischen Landkreis Diepholz.

## Beschreibung
Der Begräbnisplatz für die Verstorbenen aus der evangelischen Kirchengemeinde Brinkum liegt im Zentrum von Brinkum zu beiden Seiten der Alten Heerstraße. Er erstreckt sich zwischen der Syker Straße und dem Brinkumer Dorfgraben. Der Friedhof im Eigentum der Kirchengemeinde ist etwa 400 Meter lang und maximal etwa 70 Meter breit. Es sind verschiedene Grabformen – jeweils für Särge oder für Urnen – vorhanden: Wahl-, Reihen-, Rasenreihen-, Rasenpartner- und Kindergrabstätten.

## Geschichte
Der Friedhof wurde im Jahr 1841 an den heutigen Standort an der Syker Straße verlegt.

## Besonderheiten
Auf diesem Friedhof ruhen in einer sehr gepflegten Anlage im vorderen Teil 
- insgesamt 67 meist junge Soldaten der Jahrgänge 1927/28 des SS-Panzergrenadier-Ersatzbataillons 18, von denen viele unbekannt blieben, und
- einige Marinesoldaten der Wehrmacht, die zwischen 14. und 16. April 1945 in den Kämpfen um Seckenhausen und Brinkum gefallen sind.[3]